# Northlake (Carolina del Sud)
Northlake és una concentració de població designada pel cens dels Estats Units a l'estat de Carolina del Sud. Segons el cens del 2000 tenia 3.659 habitants.

## Demografia
Segons el cens del 2000, Northlake tenia 3.659 habitants, 1.611 habitatges i 1.089 famílies. La densitat de població era de 333,2 habitants/km².
Dels 1.611 habitatges en un 24,6% hi vivien nens de menys de 18 anys, en un 59,7% hi vivien parelles casades, en un 5,5% dones solteres, i en un 32,4% no eren unitats familiars. En el 28,5% dels habitatges hi vivien persones soles el 7,7% de les quals corresponia a persones de 65 anys o més que vivien soles. El nombre mitjà de persones vivint en cada habitatge era de 2,26 i el nombre mitjà de persones que vivien en cada família era de 2,78.
Per edats la població es repartia de la següent manera: un 19,9% tenia menys de 18 anys, un 7,8% entre 18 i 24, un 28,3% entre 25 i 44, un 28,5% de 45 a 60 i un 15,5% 65 anys o més.
L'edat mediana era de 41 anys. Per cada 100 dones de 18 o més anys hi havia 97,1 homes.
La renda mediana per habitatge era de 51.371 $ i la renda mediana per família de 62.415 $. Els homes tenien una renda mediana de 44.236 $ mentre que les dones 30.125 $. La renda per capita de la població era de 28.912 $. Entorn de l'1,4% de les famílies i el 3,2% de la població estaven per davall del llindar de pobresa.

## Poblacions més properes
El següent diagrama mostra les poblacions més properes.